# 俞雷
俞雷（1929年3月2日—），曾用名俞靖华，男，天津人，中华人民共和国政治人物。

## 生平
早年供职于中南军政委员会公安部办公室。1971年后，担任辽宁省公安局副局长。1983年，升任中华人民共和国公安部副部长。1992年，被授予副总警监警衔，后任中国警察学会副会长。